# Europeiska struktur- och investeringsfonderna
De europeiska struktur- och investeringsfonderna (ESI) innefattar fem olika fonder inom Europeiska unionen: Europeiska regionala utvecklingsfonden (Eruf), Europeiska socialfonden (ESF), Sammanhållningsfonden, Europeiska jordbruksfonden för landsbygdsutveckling (Ejflu) och Europeiska havs-, fiskeri- och vattenbruksfonden (EHFVF). Fonderna utgör en viktig del av unionens regionalpolitik samt den gemensamma jordbrukspolitiken och den gemensamma fiskeripolitiken.
Syftet med struktur- och investeringsfonderna är att öka den ekonomiska, sociala och territoriella sammanhållningen mellan EU:s medlemsstater och regioner samt att genomföra unionens jordbruks- och fiskeripolitik. Fonderna finansierar projekt som ska hjälpa bland annat utsatta regioner och grupper i samhället.

## Olika strukturfonder

### Europeiska regionala utvecklingsfonden
Europeiska regionala utvecklingsfonden (ERUF) är den mest penningstarka strukturfonden. Deras syfte är att bidra till att stärka den ekonomiska och sociala sammanhållningen. Den ska hjälpa till att skapa balans mellan regionerna och även hjälpa till med strukturell anpassning av de regionala ekonominerna i t.ex. industriregioner och de regioner som utvecklas långsammare. Fonden ska även stödja gränsöverskridande, transnationellt och interregionalt samarbete.

### Europeiska socialfonden
Europeiska socialfonden (ESF) ska bidra till att stärka ekonomisk och social sammanhållning genom att förbättra och hjälpa sysselsättningsmöjligheterna samt skapa fler och bättre arbeten. 
De viktigaste prioriteringarna är:
- Bidra till ökad utbildning
- Öka sysselsättningen för arbetslösa
- Förbättra dem sociala förhållanden för missgynnade grupper som till exempel funktionshindrade.
- Öka jämställdheten mellan män och kvinnor
- Minska diskrimineringen

### Sammanhållningsfonden
Förutom de två strukturfonderna finns det en fond som heter sammanhållningsfonden. Fondens syfte är att ge ekonomiskt stöd till projekt som handlar om miljön och även till olika nätverk inom transportområdet. Det går endast att få stöd från denna fond om BNP i landet är mindre än 90 procent av genomsnittet i EU. 

## Beslutsförfarande
Beslut om stöd fattas i regel på regional nivå. Vem som fattar beslut om vilka projekt som ska beviljas medel varierar mellan olika program.